# 占星相位
占星術專業術語中，所謂的相位（aspect）是指星盤中所顯示出行星彼此之間所形成的一個角度（angle），同時也包含四大尖軸：上升點（ascendant / Asc）、天頂（midheaven / Mc）、下降點（descendant / Des）、天底（lower midheaven or Imum coeli / Ic），以及其他占星學所關注的交點。從地球上來看，相位是星空中的兩個行星之間在黃道的度數與分鐘上經由測量出的角距離。根據占星術的傳統，它們表示對於地球上人們生活及事務時機的轉變與發展上的變化。
舉例而言，假設一位占星師繪製一張星盤，當中顯示出一個人出生時辰天體的明顯方位（本命盤），以及火星和金星之間的角距離形成92°的弧形，星盤上即告知擁有“金星刑（square）火星”以及容許度（orb）是2°的相位（換言之，從一個精確的四分相之基準上而言有2°的偏移值；四分相或稱刑是表示90°相位）。一個相位越精準，據說它在塑造性格或表現變化方面就越強或越佔主導地位。
換句話說相位是在塑造命主性格與體現命運之變化有著非常重要的參考數據。
對於本命盤而言，從相位判讀得知，其他星座可能會優於太陽星座對命主的影響。例如，太陽牡羊座的人命盤中可能有幾顆行星落入巨蟹座或雙魚座。因此後面這兩個星座可能更具影響力。

## 使用方法

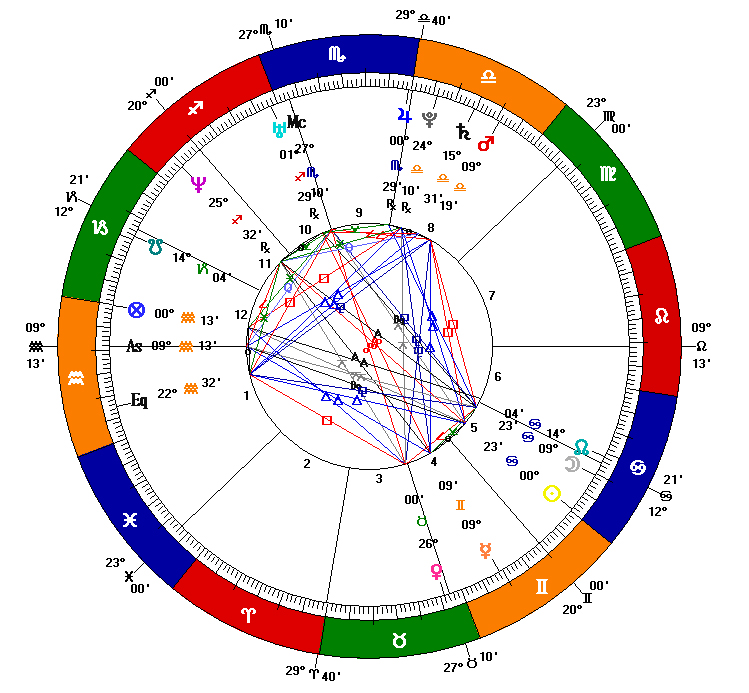
星盤上面所呈現的相位

中世紀占星學觀念裡，某些相位，與某些行星一樣，被認為可分成有吉利的（吉星）或不吉利的（凶星）。現代占星學的運用立場上不太重視這些宿命性的區別。更現代的占星學相位使用方法上，更多是關於以心理學和性向做為根據。此即通過占星泛音盤（astrological harmonics）的例證研究，其中約翰·艾迪（John Addey）是主要的支持者，並且約翰內斯·克卜勒在他西元1619年的著作《世界的和諧》（Harmonice Mundi）中很早即主張了這種論命解釋。但是即使在現代，相位分為凶相位（hard aspects）或是吉相位（soft aspect or easy aspects）。主要的凶相位是四分相（刑）與對分相（衝）還有吉相位像是三分相（拱）與六分相（六合）。合相能夠落入凶或吉兩個類別，具體方式是取決於行星之間所連繫的關係而定。 
以下的相位列表介紹出祂們每個相位的角度值以及建議的容許度。根據不同的需求，因為細節與個人喜好的關係該容許度可能會有變化。

## 主要相位
占星學上傳統的主要相位有時稱之為托勒密相位（Ptolemaic aspects）因為祂們是源自西元一世紀由托勒密所定義與使用的。這些主要相位分別是合相（conjunction，約為0-10°，☌）、六分相或六合（sextile，60°，⚹）、四分相或刑（square，90°，□）、三分相或三合或拱（trine，120°，△），以及對分相或衝（opposition，180°，☍）。雖然與其他相位相比合相幾乎都是採用較大的容許度，但是需要注意的是當計算及使用占星相位的時候，不同的占星師與獨立的占星傳承是採用不同的容許度（在正確值之間的偏移度），關於這一點是非常重要得。主要相位是那些可以用來分割為均勻的360數值以及是可以被10的數值整除（唯一的例外是十二分相或半六合，英文為semi-sextile）的相位。

### 合相
合相（conjunction，縮寫Con）是角度大約為0-10°的相位。合相的容許度通常被認為大約為10°，然而如果沒有太陽或月亮的參與，有些人認為合相是只有0±08°的偏移植（容許度）而已。這被認為是最有能量的相位，強化了所參與的行星彼此之間的影響力——以及作為星盤上的主要觀點。 
星盤中無論兩顆星結合是被視為“積極（positive）”或是“消極（negative）”得，皆取決於哪些行星所參與其中來論定：金星、木星以及太陽，在任何可能的組合，被認為是最吉利的情形（例證，這三者竟然在1970年11月9～10日全部都遇到了），而最不吉利的格局包括火星、土星，以及／或者月亮（以及這全部三種合相出現在同一年的3月10日）。假如行星在其他格局中處在緊張壓力之下，那麼這合相將被描述為激化緊張。當一個行星對於太陽是非常接近的合相狀態祂即被稱為日核（cazimi）；當一個行星是適度接近太陽，祂即被稱為燒灼或燃燒（combust）。太陽與月亮是在每個月的新月期間會進入合相。

### 六分相─ 介於主要／次要中間的相位
六分相（sextile，縮寫SXt或Sex）此為60°角度的相位（360°黃道的1/6，或者是120°三分相的1/2）。六分相的偏移值（容許度）被認為是60±04°。六分相於傳統上被描述為祂的影響力類似三分相，但是顯著性則是比較小一些。祂表示兩個參與的行星間舒適能量的傳達，與祂們之間的兼容性與和諧，但是只提供了機遇，還需要靠實際努力來獲得祂所帶來的好處。請參閱半六分相（semisextile，30°）以下的知識。

### 四分相
四分相（square，縮寫SQr或Squ）此為90°角度的相位（360°黃道的1/4，或者是180°對分相的1/2）。通常被核准的容許度是位於5°與10°之間。如與三分相與六分相一起，在四分相之中，祂通常是外側或是外側行星（superior planet）對於內側或內側行星具有影響作用。基本上，四分相的能量與三分相類似，但祂的能量卻增強到已被描述成為产生压力的的程度了。

### 三分相
三分相（trine，縮寫Tri）此為120°的相位（360°黃道的1/3），容許度位於5°和10°之間。三分相表示和諧與舒適。三分相是藝術和創作天賦的來源，這屬於先天的。三分相傳統以來認為是非常有利的相位。

### 對分相
對分相（opposition，縮寫Opp）此為180°角度的相位（360°黃道的1/2）。通常被核准的容許度是位於5°與10°之間。對分相被描述為第二個能量最強大的相位。祂相似於合相儘管祂們之間差異在於對分相會導致誇大因為祂是不統一如同合相般，但是合相反而是擢陞的狀態。

### 赤緯
同度相（parallel，或是平行）以及反同度相（antiparallel or contraparallel，亦稱反向平行）是其他兩個相位，這是指為在赤緯度之上方或是黃道之下方。祂們被認為是具強而有力影響的相位，雖然沒有太多已經从事研究這些特定的相位的考察資料。
- 同度相：相同度數±1度12弧分。這類似合相，但通常提供有力的能量。

- 反同度相：相反度數±1度12弧分。被描述類似對分相，然而能量較弱。

## 相位圖表

### 其他相位
| 角度 | 比例 | 種類 | 記号 | 英文名稱                      | 縮寫    | 中文名稱                     | 意義           |
| ---- | ---- | ---- | ---- | ----------------------------- | ------- | ---------------------------- | -------------- |
| 0°   | 0    | 大   |      | conjunction                   | Con     | 合相                         | 視合相行星而定 |
| 30°  | 1/12 | 小   |      | semi-sextile                  | SSx     | 十二分相、半六合             | 微吉           |
| 45°  | 1/8  | 小   |      | semi-square / octile          | SSq     | 八分相                       | 微凶           |
| 60°  | 1/6  | 大   |      | sextile                       | SXt/Sex | 六分相、六合                 | 吉             |
| 72°  | 1/5  | 小   | Q    | quintile                      | QNt/Qui | 五分相                       | 視成相行星而定 |
| 90°  | 1/4  | 大   |      | square / quatile              | SQr/Squ | 四分相、刑                   | 凶             |
| 120° | 1/3  | 大   |      | trine                         | Tri     | 三分相、拱、三合             | 大吉           |
| 135° | 3/8  | 小   |      | sesquiquadrate / sqsauisquare | Ses     | 補八分相                     | 小凶           |
| 144° | 2/5  | 小   | bQ   | biquintile                    | BQt/BQn | 倍五分相                     | 視成相行星而定 |
| 150° | 5/12 | 小   |      | quincunx / inconjunct         | Inc     | 梅花相位、梅花形、補十二分相 | 小凶           |
| 180° | 1/2  | 大   |      | opposition                    | Opp     | 衝相、對分相、對衝           | 大凶           |

## 外部連結
- The Classical Origin & Traditional Use of Aspects（页面存档备份，存于） Deborah Houlding.
- Online Ephemeris from Khaldea.com（页面存档备份，存于） -- 600BC to 2400AD—Calculated for Midnight GMT; also with an Aspectarian included for years 1900 to 2005.

| 角度    | 比例 | 種類 | 記号 | 英文名稱                  | 縮寫 | 中文名稱   | 意義 |
| ------- | ---- | ---- | ---- | ------------------------- | ---- | ---------- | ---- |
| 32°44'  | 1/11 |      |      | undecim                   | Und  | 十一分相   |      |
| 36°     | 1/10 |      |      | decile / semi-quintile    | SQn  | 十分相     |      |
| 40°     | 1/9  |      |      | novile / nonagon          | Nov  | 九分相     |      |
| 51°26'  | 1/7  |      |      | septile                   | Sep  | 七分相     |      |
| 80°     | 2/9  |      |      | binovile                  | BNv  | 二倍九分相 |      |
| 102°51' | 2/7  |      |      | biseptile                 | BSp  | 二倍七分相 |      |
| 154°17' | 3/7  |      |      | triseptile                | TSp  | 三倍七分相 |      |
| 160°    | 4/9  |      |      | quadnovile / quadrinovile | QNv  | 四倍九分相 |      |